# P. R. Mallory

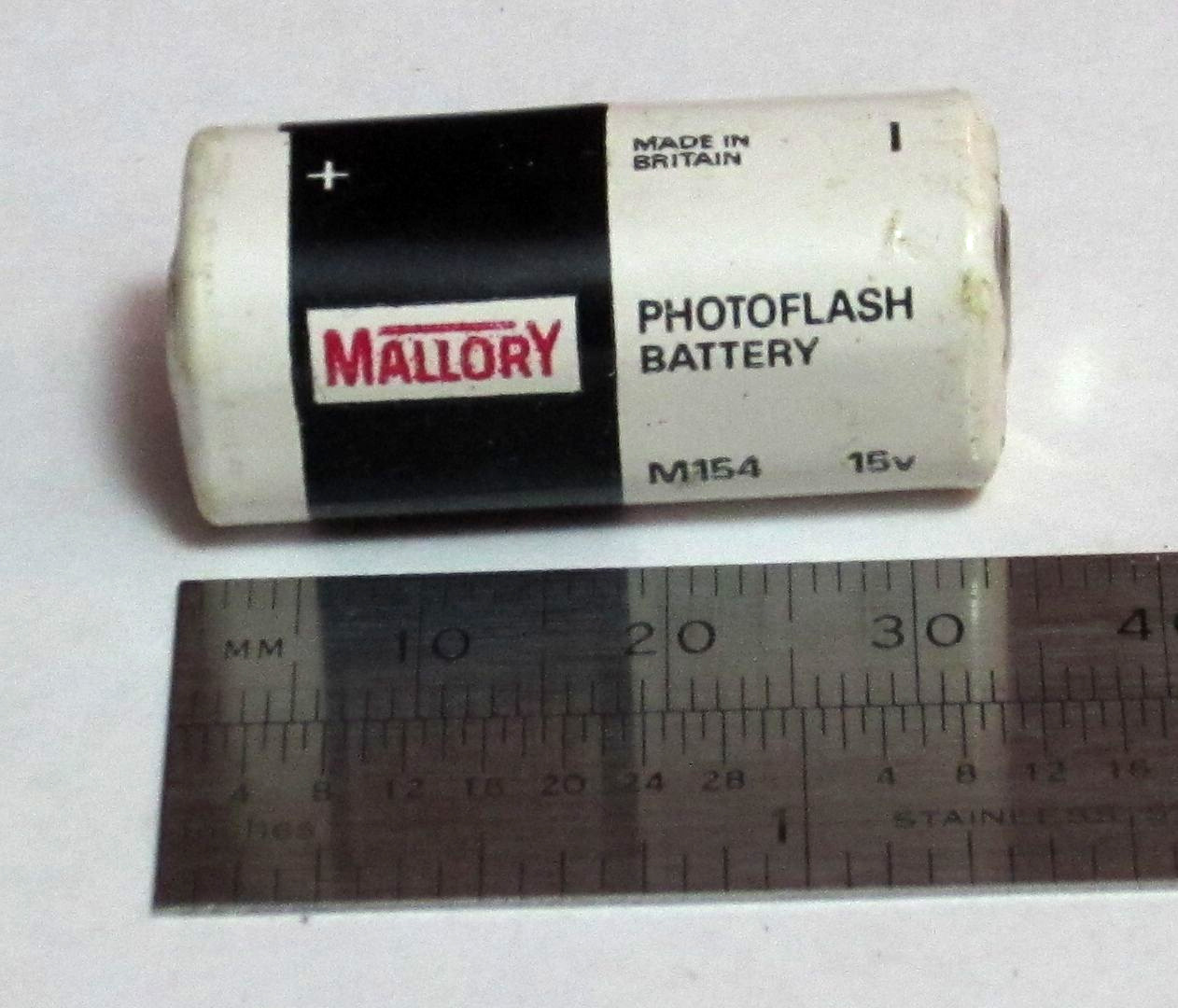
Eine Blitzlichtbatterie mit Mallory-Logo.

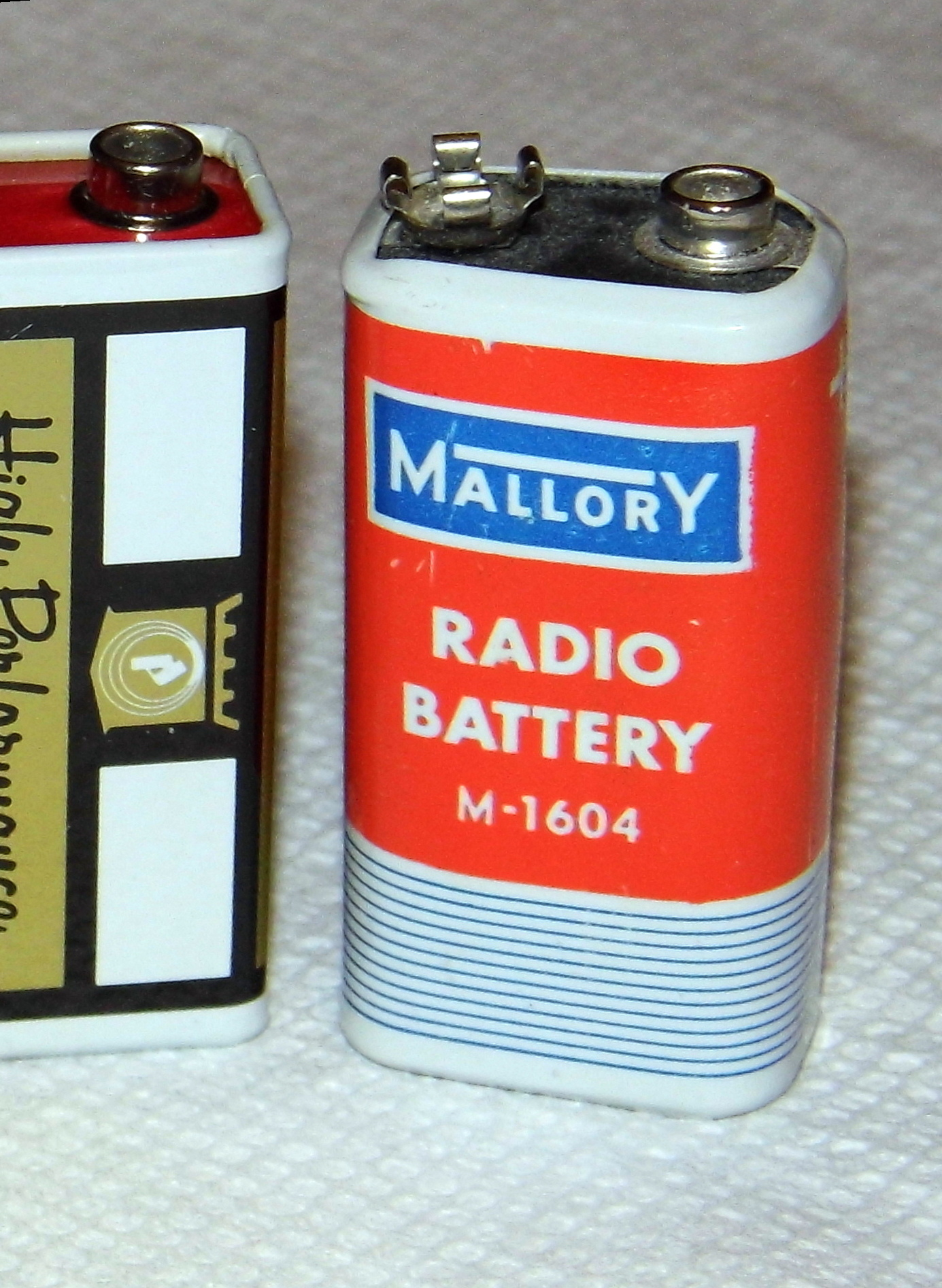
Eine 9 V-Batterie von Mallory

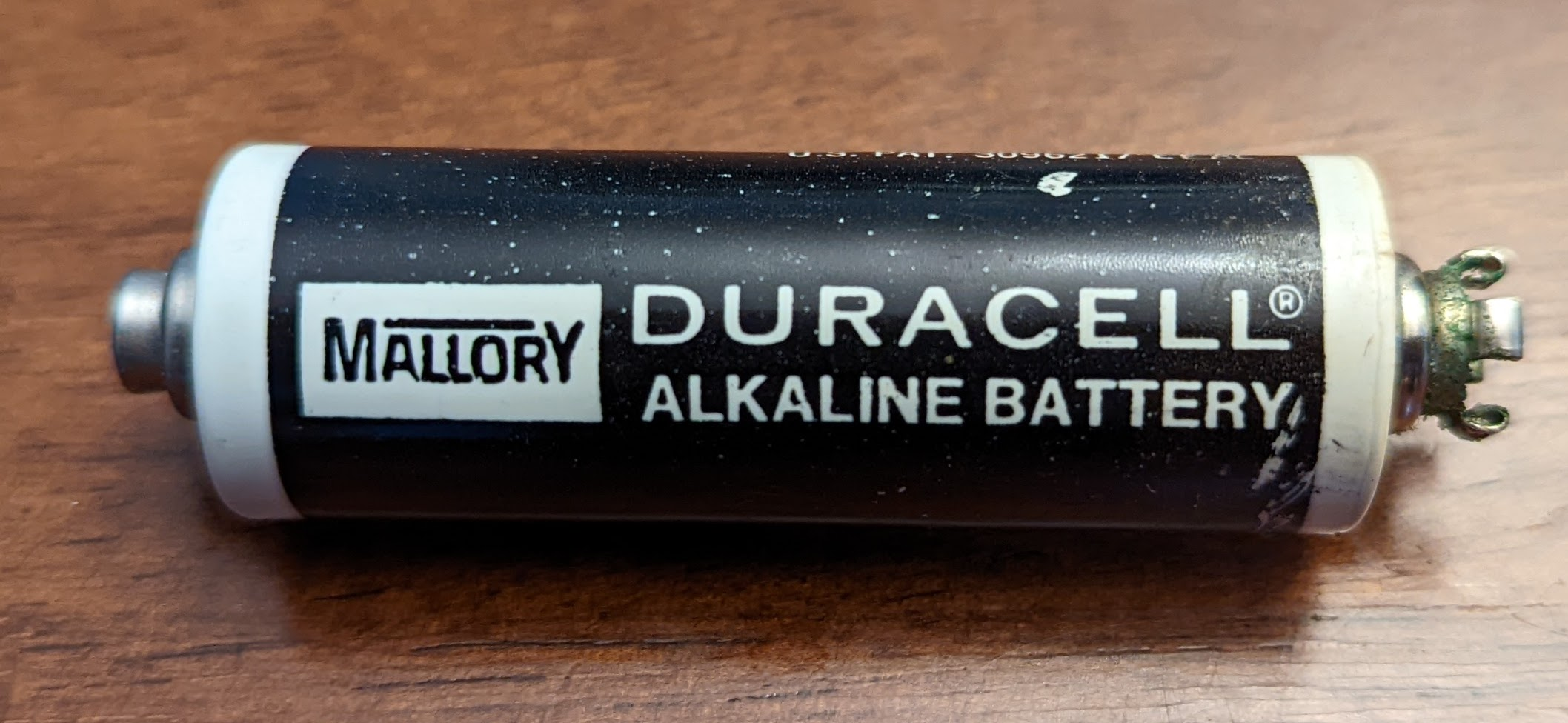
Duracell-Alkalibatterie mit Herstellername, bis 1971

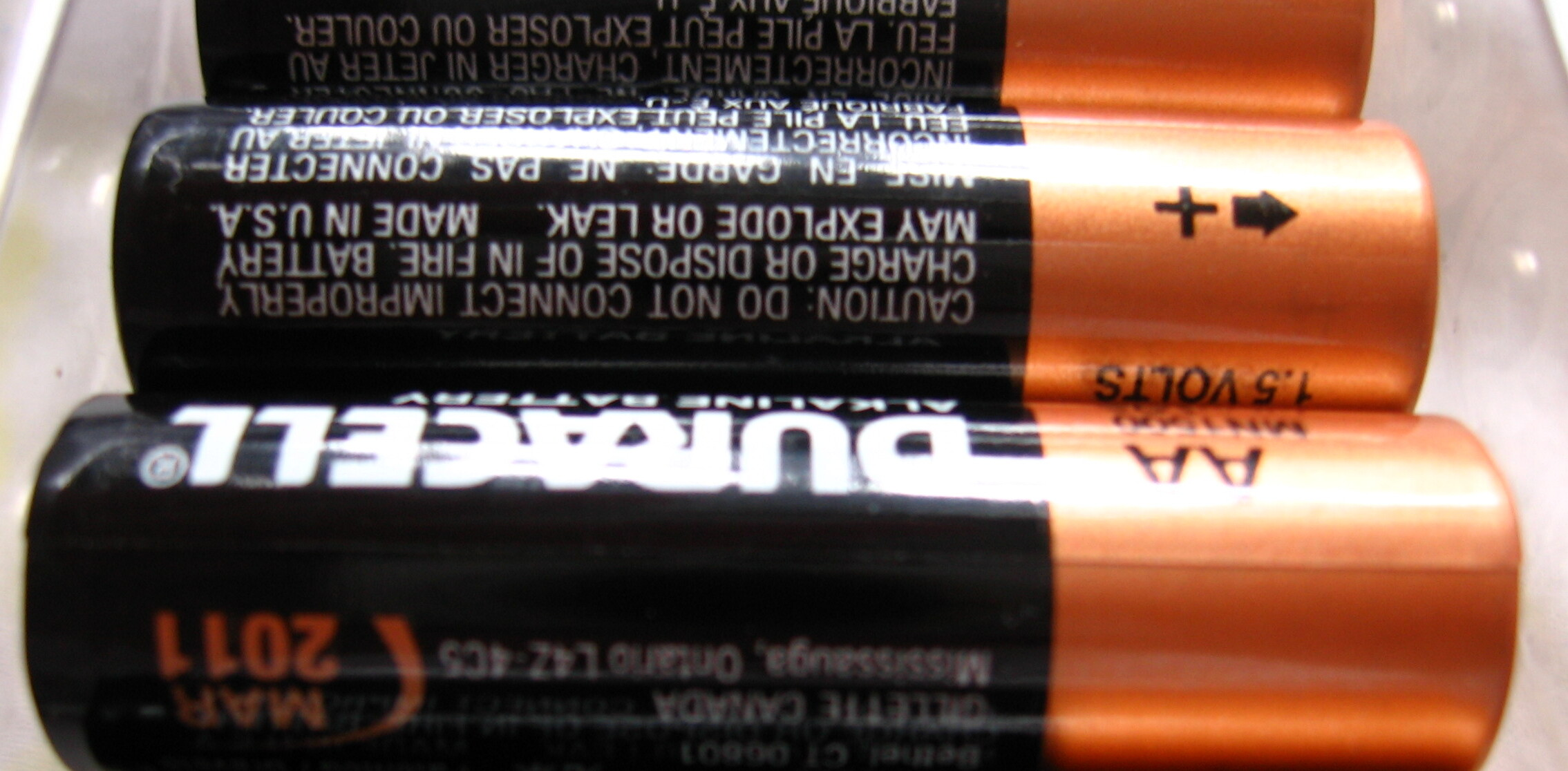
Duracell-Alkalibatterie in Design mit kupferfarbenen Kopf, nach 1971

P. R. Mallory and Co Inc. war ein US-amerikanischer Hersteller von Trockenbatterien (Quecksilberbatterie; Alkalibatterien Duracell), elektronischen Komponenten einschließlich Elektrolytkondensatoren und hörbaren Warnschaltungen („Sonalert“). Er war auch Mutterfirma der Mallory Batteries Ltd., einem irischen Hersteller von Ever Ready-Batterien. British Ever Ready hatte einen großen Anteil an dem Unternehmen während des Zweiten Weltkriegs und engen Bezug zu Mallory bis in die späte 1960er-Jahre. In den USA waren „Eveready“-Batterien ein Warenzeichen von Union Carbide, die keinen Bezug zu P. R. Mallory hatte.
Die Wissenschaftler George Wallis und Daniel I. Pomerantz bei P. R. Mallory entdeckten Anodisches Bonden von Glas zu Silikon. Dies wurde 1969 im Journal of Applied Physics veröffentlicht und ist als U.S. Patent No 3,397,278 geschützt.

## Geschichte
Das Unternehmen wurde 1916 von Philip Rogers Mallory (1885–1975) gegründet und stellte anfangs Wolfram-Glühdrähte her. Außerdem produzierte P.R. Mallory Widerstandsschweiß-Elektroden. 1924 zog das Hauptquartier in die 3029 East Washington Street in Indianapolis, Indiana, und hatte verschiedene Bereiche neben den Duracell-Batterien einschließlich der Mallory Capacitor Company mit Produktionsstätten in Greencastle (Indiana), Huntsville (Alabama), Waynesboro (Tennessee) und Glasgow (Kentucky). Mallory Controls hatte einen Produktionsstandort in Frankfort (Indiana), und der Mallory-Vertrieb hatte seinen Sitz in Indianapolis.
1942 entwickelte der Erfinder Samuel Ruben mit Mallory, eine gut einsetzbare Form der Quecksilberbatterie, die bei tragbarer Elektronik im Zweiten Weltkrieg verwendet wurde.
In den 1950er Jahren entwickelte das Unternehmen eine kraftvolle Alkali-AAA-Zelle für Kodak-Blitzgeräte, aber Kodak forderte von Mallory eine Lizenz, um gegenüber Wettbewerbern die Verfügbarkeit im consumer-Markt sicherzustellen. 1956 wurde die General Dry Batteries, Inc. (GDB), die zu den zehn größten Batterieherstellern in den Vereinigten Staaten gehörte, erworben. 1957 gab das Unternehmen Aktien aus. 1960 übergab der Gründer P.R. Mallory die Unternehmensleitung an seinen Sohn G. Barron Mallory, der den Vorsitz von 1960 bis 1968 innehatte und für viele Folgejahre aktiv im Vorstand war. 1960 und 1961 begann das Unternehmen mit der Herstellung von Batterien in Anlagen in Kentucky und Tennessee. 1964 registrierte es "Duracell" als Marke and begann mit dem neuen Namen in der Absicht, direkt an Endkunden anstelle der Industrie- and Militärkunden zu verkaufen.
1978 wurde das Unternehmen von Dart Industries, das auf den Geschäftsmann Justin Whitlock Dart Senior († Februar 1984) zurückgeht, gekauft und in Duracell nach seiner Alkalibatterie-Marke umbenannt. 1985 wurde der europäische Metal alloys-Teil der früheren P.R. Mallory company unter den Namen Mallory Corporation und Mallory Alloys Group zusammengefasst.